# Личные обстоятельства
«Ли́чные обстоя́тельства» — российский восьмисерийный телесериал режиссёра Алексея Лебедева и производства кинокомпании «Фаворит-Фильм». Премьера состоялась 11 марта 2012 года на «Первом канале». После этого сериал неоднократно транслировался на телеканале в прайм-тайм.

## Сюжет
Герман Кузнецов по дороге с работы становится свидетелем и участником дорожной аварии: пьяная дочь олигарха Сундукова врезается в стоящую на перекрестке легковушку. Два пассажира — муж и жена — умирают сразу, а их 6-летняя дочь находится в тяжёлом состоянии. Вмешательство Кузнецова помогает сохранить девочке жизнь. Виновница же трагедии, 20-летняя Ирина Сундукова, не раскаивается в содеянном и звонит своему влиятельному отцу, чтобы он разобрался в ситуации. Чтобы её осадить, Кузнецов срывается и бьёт стервозную девицу по лицу. Сундуков за то, что пульмонолог ударил его дочь, выносит свой приговор: Герман Кузнецов должен взять вину за дорожное столкновение на себя.
Ничто не может помочь Кузнецову: ни собственные связи в полиции, ни поднятая в Интернете кампания в его защиту, ни попытка уехать на отдых за границу. И тогда Герман решает действовать тоже не совсем честно. Выследив молодую жену Сундукова Катю, Кузнецов похищает её и прячет в доме своего приятеля в деревне. Он оставляет в машине Кати записку для Сундукова с требованием, чтобы его дочь Ира признала свою вину, и с Германа сняли обвинения. Сундуков пытается самостоятельно разыскать Катю, но когда он понимает, что найти её невозможно, начинает требовать от Ирины добровольной явки в полицию. Дочь Сундукова, у которой отношения с отцом и без того были натянутыми, решает отравить отца, подсыпав ему яд. Когда Сундуков узнаёт об этом, он выгоняет дочь из дома.
Тем временем, Катя несколько раз пытается сбежать от Германа, но всё безуспешно. Постепенно, их отношения становятся всё более доверительными и между ними разгорается любовь. Катя понимает, что она не хочет обратно возвращаться к Сундукову.

## В ролях
| Актёр              | Роль                                |
| ------------------ | ----------------------------------- |
| Андрей Соколов     | Герман Кузнецов                     |
| Олеся Судзиловская | Катя жена Сундукова                 |
| Владимир Меньшов   | Михаил Петрович Сундуков            |
| Валентина Лукащук  | Ирина Сундукова дочь Сундукова      |
| Олег Алмазов       | Павел Геннадьевич                   |
| Полина Воробьёва   | Настя дочь Кузнецова                |
| Владимир Крылов    | Вася Суслов                         |
| Ирина Соколова     | Агнесса Павловна                    |
| Ирина Сотикова     | Лиля подруга Кузнецова              |
| Татьяна Ткач       | Лариса бывшая жена Сундукова        |
| Тамара Абросимова  | мать Германа                        |
| Вячеслав Аркунов   | командир группы захвата             |
| Любовь Тищенко     | Алла Аркадьевна пациентка Кузнецова |

## История создания
Первую сцену фильма снимали ночью на Петровской набережной в Санкт-Петербурге. Специально для съемок была разбита машина Porsche Cayenne. Олеся Судзиловская сама выполняла трюки на съемках фильма: прыгала с балкона, тонула в болоте, дралась и бегала босиком по лесу наперегонки с собакой.